# Filament (3D-Druck)

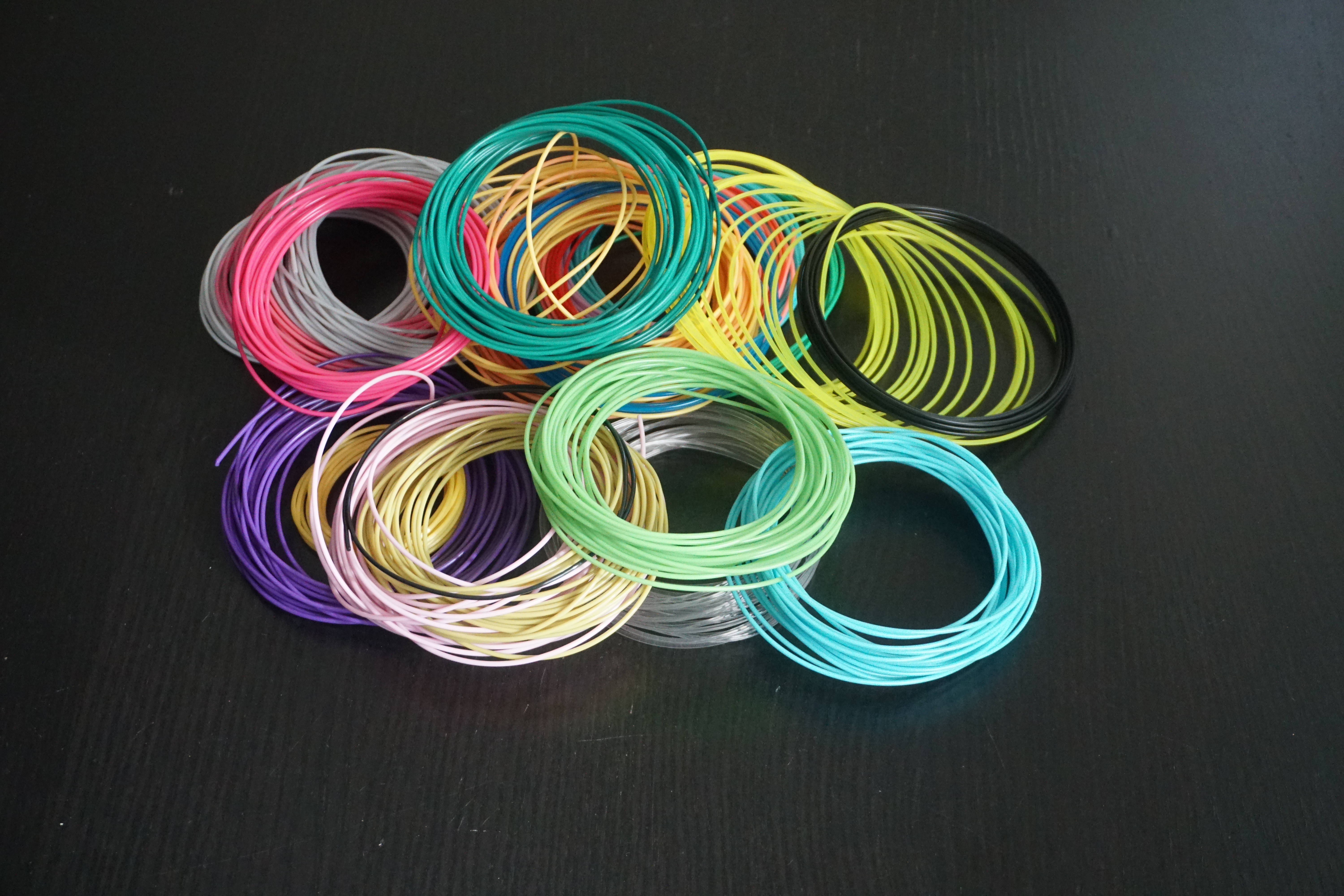
1,75-mm-Filament in verschiedenen Farben

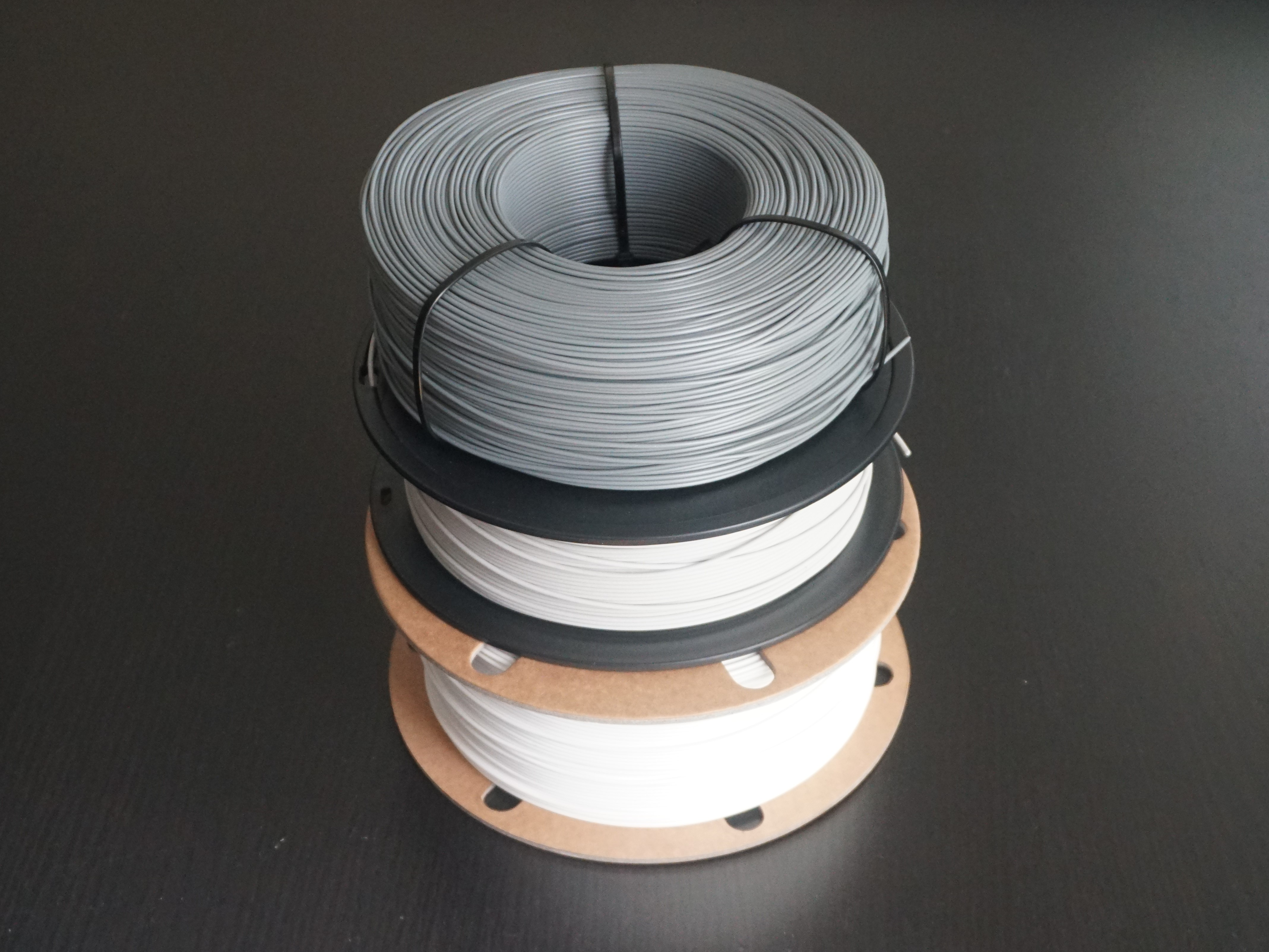
Drei handelsübliche Konfektionsformen für 3D-Druck-Filament

3D-Druck-Filament, kurz Filament, ist ein drahtförmiger Werkstoff, der als Ausgangsstoff für das Fused Deposition Modeling (FDM) in 3D-Druckern dient. Das Filament besteht typischerweise aus einem thermoplastischen Kunststoff, der in einem durchgängigen Strang auf einer Spule konfektioniert wird. Am weitesten verbreitet sind hierbei Filamente mit 1,75 mm und 2,85 mm Durchmesser sowie Spulen mit einer Nettofüllmenge von 0,5 bis 2 kg, wobei 1 kg die meiste Verbreitung findet. Kleinere Mengen in verschiedenen Farben werden oft als lose Bündel für 3D-Stifte angeboten. Das Angebot reicht von transparent bis vollständig opak in jeder erdenklichen Farbe, hergestellt aus unterschiedlichsten Materialien.

## Marktübersicht
Der globale Markt für 3D-Druck-Filamente wurde im Jahr 2019 auf 471,3 Millionen USD geschätzt, 2023 lag das Marktvolumen bei 1,07 Milliarden USD. 2024 wurde für das Jahr 2027 ein Wachstum auf 1,8 bzw. für 2034 auf 4,99 Milliarden USD geschätzt. Die Nachfrage wird durch die zunehmenden Anwendungen in der Luft- und Raumfahrt sowie der Verteidigungsindustrie, für Designkommunikation und Prototypenbau angetrieben. Darüber hinaus treibt die steigende Nachfrage nach hochwertigen Druckergebnissen in der Automobil- und Industriebranche das Marktwachstum weiter voran. Während sich bei der Herstellung von Roh-Kunststoffgranulat für die unterschiedlichen Polymere nur wenige, große Hersteller wie z. B. BASF, Evonik, Arkema oder Koninklijke DSM den Markt teilen, gibt es eine schier unüberschaubare Menge an Herstellern für 3D-Druck-Filamente.
Das US-amerikanische Projekt filamentcolors.xyz verzeichnet im September 2024 rund 3.300 Filamente in unterschiedlichen Farben und Werkstoffen (davon rund 2.200 katalogisiert) von 191 Herstellern.

## Herstellung und ökologische Aspekte

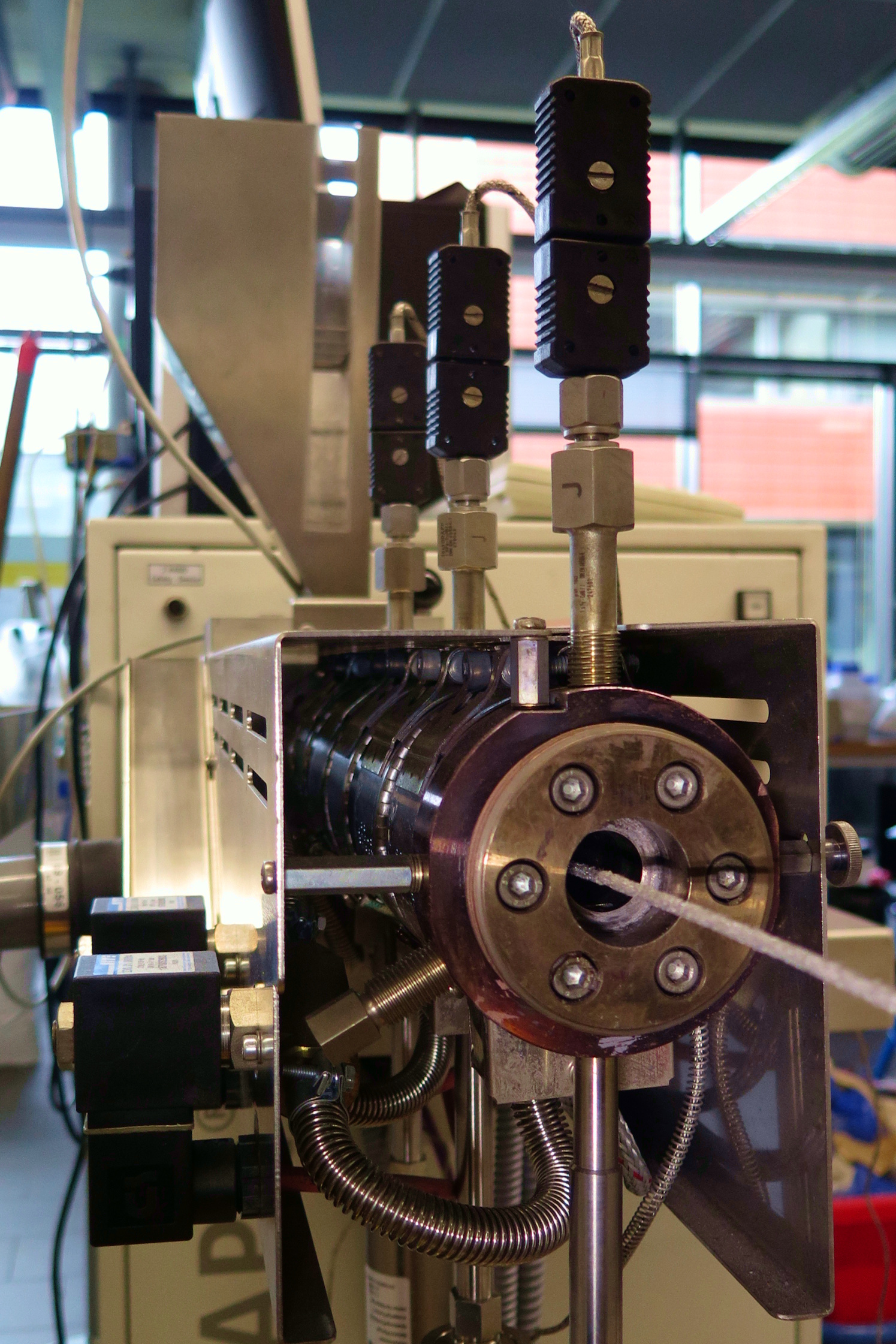
Filamentherstellung mittels Extruder

Das Fertigungsverfahren überschneidet sich in weiten Teilen mit dem Kunststoff-Strangpressen: Zunächst werden die benötigten Rohmaterialien gemischt. In dieser Phase können auch Additive hinzugefügt werden, um spezifische Eigenschaften wie Farbe, Flexibilität oder Festigkeit zu erzielen. Danach wird die Mischung getrocknet und anschließend aufgeschmolzen. Das flüssige Material wird anschließend durch eine Düse extrudiert, wodurch ein langer, dünner Strang entsteht. Dieser Vorgang bestimmt den Durchmesser des Filaments, typischerweise 1,75 mm oder 2,85 mm. Der so extrudierte Kunststoffstrang wird sofort abgekühlt, meist durch ein Wasserbad. Dieser Schritt ist entscheidend, um die gewünschte Form und Festigkeit des Filaments zu sichern. In diesem Prozess durchläuft das Filament mehrere Kontrollstationen, an denen der Durchmesser laufend gemessen wird. Diese Kontrolle stellt sicher, dass das Filament konsistent und für den 3D-Druck geeignet ist. Die Toleranzen liegen je nach Werkstoff und Nenndurchmesser bei etwa ±0,02 bis 0,05 mm.
Schließlich wird das fertige Filament auf Spulen gewickelt und für den Verkauf verpackt. Nachdem das FDM-Verfahren längst den Massenmarkt erreicht hat und das Produkt selbst weitgehend standardisiert ist, findet hier seit einigen Jahren auch eine Optimierung der Verpackung statt.

### Umverpackung

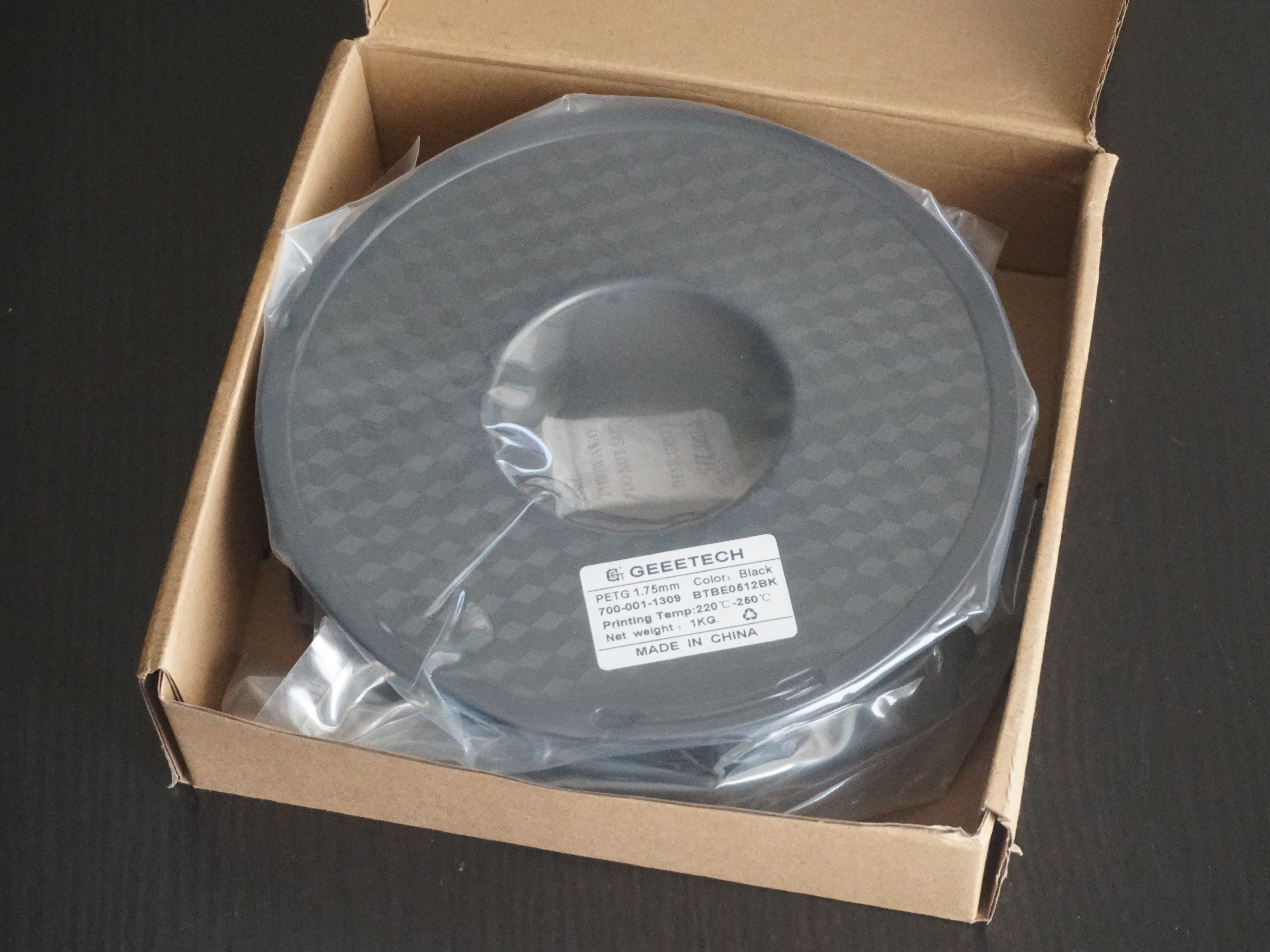
1 kg PETG-Filament (1,75 mm) in Um- und Vakuumverpackung

Der Transport erfolgt zum Schutz üblicherweise in einer Kartonumverpackung, darin befindet sich die in einer Kunststofffolie mit leichtem Unterdruck verpackte Spule. Dies ist erforderlich, weil viele 3D-Druck-Filamente hygroskopisch sind und übermäßige Feuchtigkeit je nach Werkstoff zu schlechten Druckergebnissen führen kann. Eventuell vorhandene Restfeuchte in der Vakuumverpackung wird mittels eines Trocknungsmittelbeutels, wie z. B. Silikagel, absorbiert. Zwar ist es möglich bzw. erforderlich, bestimmte Filamente vor der Benutzung in einem Filamenttrockner (vergleichbar mit einem Dörrgerät) zu trocknen, jedoch ist die vorherige Trocknung im Produktionsprozess deutlich energieeffizienter.

### Spulen
Aufgrund der breiten Verfügbarkeit wurden in den Anfängen oft bestehende Spulensysteme z. B. für Kabel- oder Schweißdraht zurückgegriffen. Kunststoffspulen nach dieser Bauart haben ein Eigengewicht von 100 bis 200 g, dies hat zur Folge, dass bei einer Nettofüllmenge von 1 kg ein signifikanter Overhead in der Verpackung entsteht. Viele Hersteller haben aus diesem Grund schon früh begonnen, teilweise oder vollständig aus Pappe hergestellte Spulen als Alternative zu etablieren. Seit einigen Jahren gewinnen Refills (engl. to refill, „wiederbefüllen“) an Bedeutung. Als Hauptinnovationstreiber sind hier die 2018 eingeführte Master Spool von MatterHackers als Proof-of-Concept sowie die 2020 eingeführte Reusable Spool von Bambu Lab als massenmarkttaugliche Version zu nennen. Bei Refills handelt es sich um Filamentbündel ohne Spule. Diese werden i. d. R. durch Kabelbinder, Plastik- oder Papierstreifen sowie die inhärente Steifigkeit des Werkstoffs in Form gehalten. Vor Benutzung werden diese auf wiederverwendbare, mehrteilige Spulen gesteckt. Diese Spulen sind i. d. R. zweiteilig und können mittels eines Bajonettverschlusses oder Stecksystems halbiert werden.
Während Pappkartonspulen von den Konsumenten gut aufgenommen werden, ist die Akzeptanz von Refills begrenzt. Beim Aufbringen des Refills auf die Leerspule kann sich das Filamentbündel lösen und auseinanderfallen. Ohne ein häufig aufwändiges, manuelles Neu-Wickeln ist das Filament nicht benutzbar. In einer Kundenumfrage des Herstellers Filamentive bevorzugen rund 65 % der Kunden Pappspulen und 33 % entscheiden sich für Refills.

Handhabung von Refill-Filament
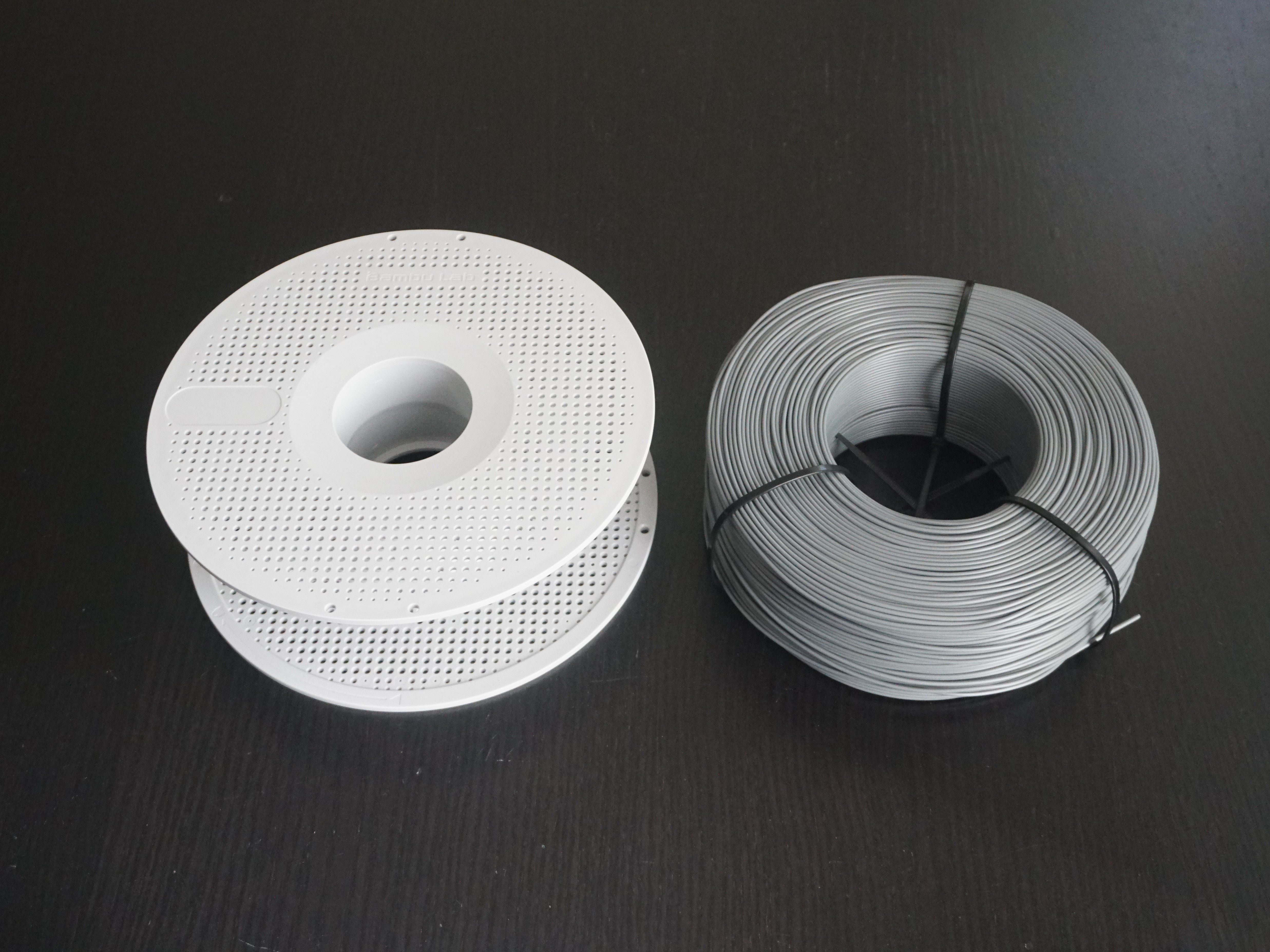
Geschlossene Leerspule und aus der Verpackung entferntes Refill-Bündel
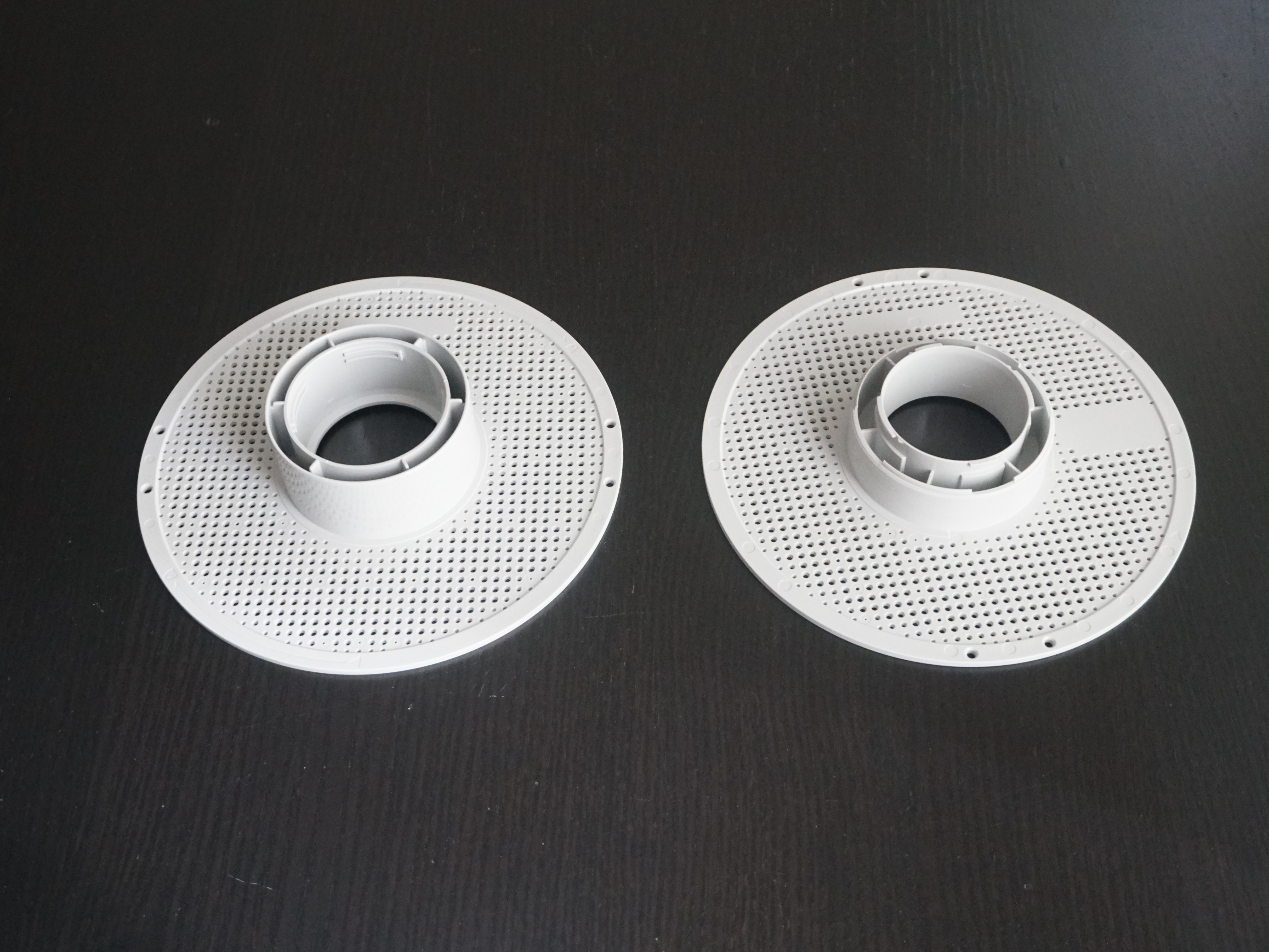
Spule mittels Bajonettverschluss in zwei Hälften geteilt
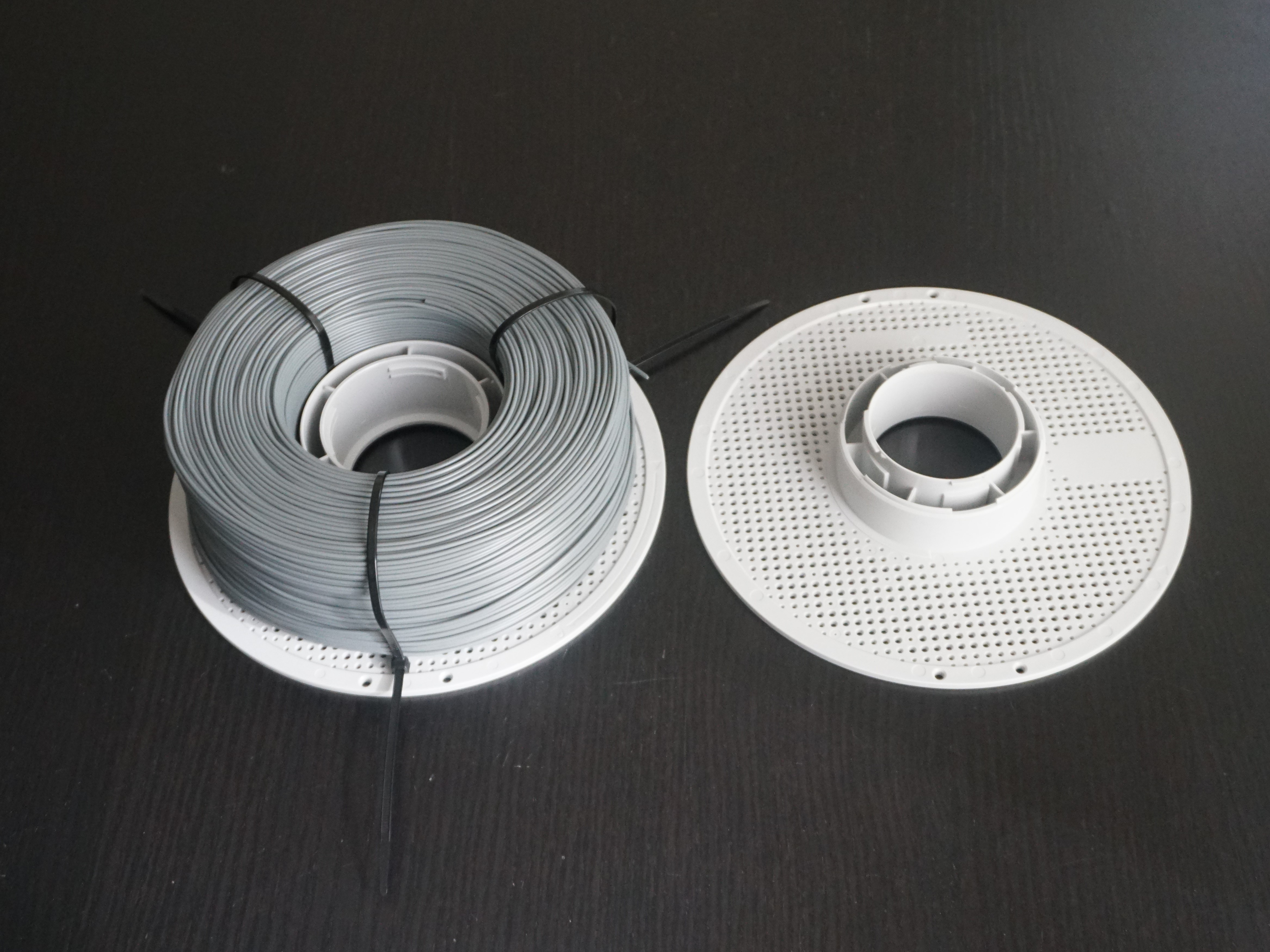
Refill auf die Unterseite aufgesetzt
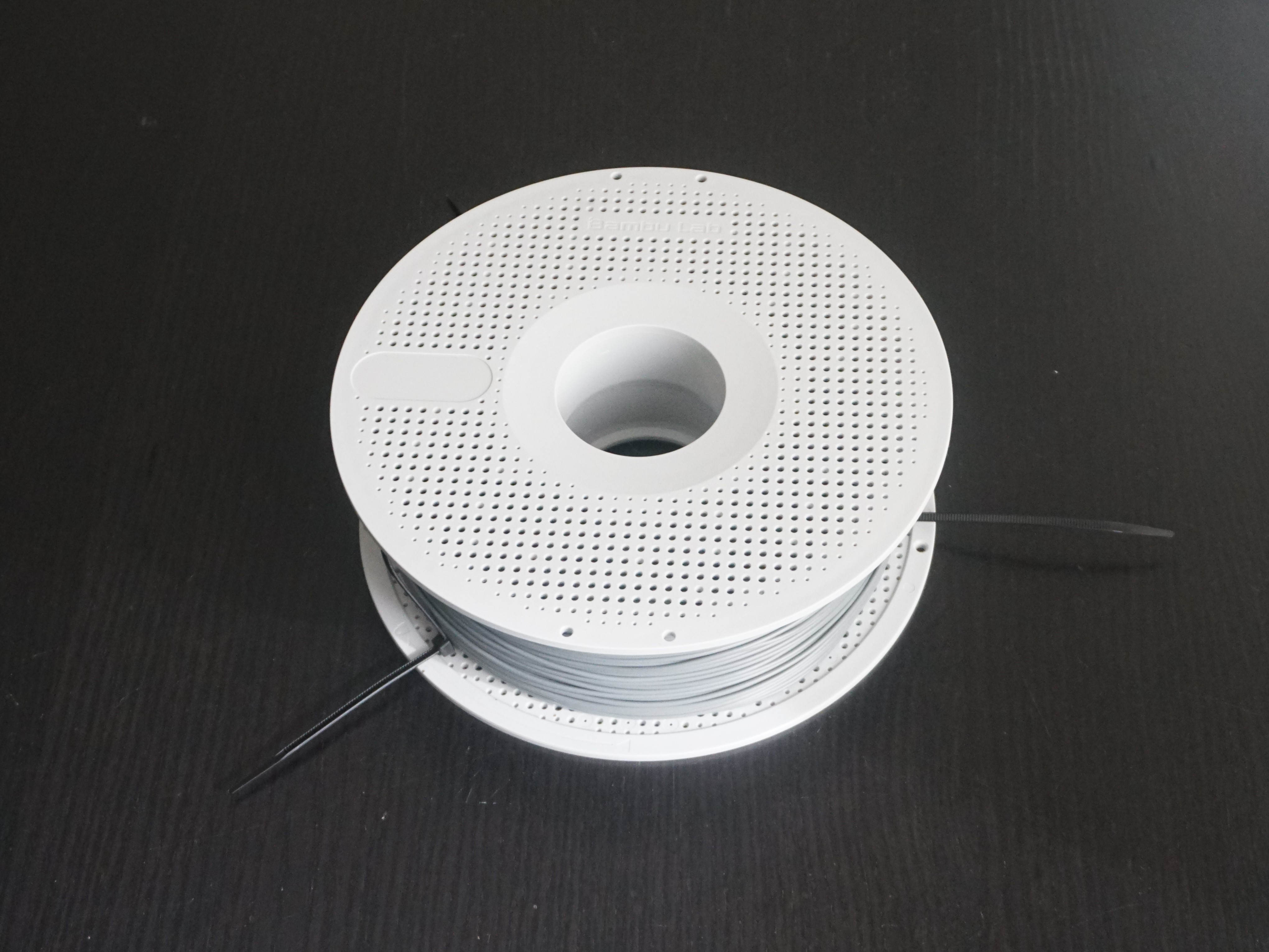
Spulenoberseite aufgesetzt und wieder geschlossen

### Recycling
Obwohl viele Polymere im 3D-Druck Standardwerkstoffe sind, gibt es praktisch keine etablierten Abfallkreisläufe, weswegen der Abfall vorwiegend der thermischen Verwertung zugeführt wird. Dennoch gibt es einige Ausnahmen von dieser Regel:
- Einige Hersteller pelletieren fehlproduziertes Filament und verwenden das so hergestellte Granulat wieder im eigenen Produktionsprozess.
- Hersteller, die selbst eine industrielle Fertigung per 3D-Druck betreiben und eigenes Filament herstellen, führen ihren Produktionsausschuss wieder der Filamentproduktion zu. Beispiele hierfür sind Prusa Research oder Slant 3D.
- Filament kann auch aus Materialien aus bestehenden Abfallkreisläufen hergestellt werden. Hierzu eignen sich vor allem die Abfallströme von PET (Getränkeflaschen) sowie PLA (Einweggeschirr und Verpackungsmaterial). Beispiele hierfür sind ebenfalls Prusa Research sowie BASF[12] oder das deutsche Start-Up QiTech.[13]
- Endanwender können auf ähnliche Weise Filament herstellen. Dazu zählt z. B. die Herstellung von Filament aus alten PET-Getränkeflaschen oder das Extrudieren von Filament mit einer kompakten Extrusionsmaschine, beispielsweise mit dem Bausatz ARTME 3D. Viele dieser Maschinen sind jedoch entweder vergleichsweise aufwändig in der Handhabung oder sehr kostenintensiv in der Anschaffung bzw. im Betrieb.
- Einen vollständigen Cradle-to-Cradle-Ansatz verfolgt seit 2021 das deutsche Start-up Recycling Fabrik. Bei diesem weltweit einzigartigen Konzept werden Filamentreste und Fehldrucke systematisch von Endkonsumenten gesammelt und ohne den Einsatz von Hilfsstoffen zu neuem Filament verarbeitet.[14][15]

## Werkstoffe
Es gibt viele verschiedene Arten von Filamenten, die sich in ihren Eigenschaften, Anwendungsmöglichkeiten und Verarbeitungsanforderungen unterscheiden. Bei den meisten dieser Werkstoffe handelt es sich um thermoplastische Polymere, Copolymere oder Blends, die wahlweise durch Additive oder Füllstoffe modifiziert werden. Zu den gebräuchlichsten Werkstoffen zählen unter anderem folgende.

### PLA (Polylactid)
PLA ist mit einem Marktanteil von rund 39 % eines der beliebtesten Materialien für den 3D-Druck, insbesondere für Anfänger oder Hobbyanwender. Es wird aus Rohstoffen wie Maisstärke oder Zuckerrohr hergestellt und ist unter speziellen Bedingungen biologisch abbaubar. PLA ist kostengünstig, leicht zu drucken, erfordert keine beheizte Bauplattform bzw. keinen beheizten Bauraum und hat einen relativ niedrigen Schmelzpunkt (ca. 180–220 °C). Es ist für Prototypen, Dekorationsobjekte und Modelle geeignet, die keiner hohen thermischen oder mechanischen Belastung ausgesetzt sind. Für technische Anwendungen ist PLA aufgrund seiner niedrigen Glasübergangstemperatur (ca. 50 °C), der relativ geringen Schlagzähigkeit und des ungünstigen Kriechverhalten häufig nicht geeignet.

### ABS (Acrylnitril-Butadien-Styrol)
ABS ist ein robustes, wärmebeständiges und ebenfalls kostengünstiges Material. Mit einem Marktanteil von 28 % ist es vor allem in der Industrie beliebt. ABS hat einen höheren Schmelzpunkt als PLA (ca. 210–250 °C) und ist deutlich schlagzäher, beständiger gegenüber äußeren Einflüssen und eignet sich daher gut für funktionale Teile, die unter anderem höheren Temperaturen ausgesetzt werden. Aufgrund der Wärmeausdehnung bzw. -schrumpfung ist der Druck mit ABS jedoch herausfordernd. Typischerweise wurde hier eine beheizte Druckplatte sowie ein geschlossener, beheizter Bauraum (ca. 80–100 °C) benötigt, jüngere Entwicklungen und optimierte ABS-Blends erlauben jedoch oft auf einen beheizten Bauraum zu verzichten. Aufgrund der freigesetzten Dämpfe beim Druck von ABS ist entweder eine gute Belüftung oder ein geschlossener Bauraum mit einem VOC-Filter erforderlich.

### PETG (Polyethylenterephthalat – Glykol-modifiziert)
PETG ist wie, PLA und ABS, sehr kostengünstig und liegt in seinen Eigenschaften zwischen diesen beiden Werkstoffen. Es ist schlagzäher und flexibler als PLA, jedoch weniger hitzebeständig als ABS. PETG lässt sich vergleichsweise einfach drucken und hat eine sehr gute Haftung auf der Druckplatte, auch die Drucktemperaturen sind moderat (ca. 220–250 °C). Diese Eigenschaften machen es zu einer beliebten Wahl für mechanische Teile, Gehäuse und langlebige Objekte.

### ASA (Acrylnitril-Styrol-Acrylat)
ASA ist ein chemisch mit ABS verwandtes Copolymer. Der Werkstoff zeichnet sich durch seine hohe Witterungsbeständigkeit und inhärente UV-Stabilität aus, die bei anderen Polymeren für den 3D-Druck entweder nicht gegeben sind oder durch Zugaben von Additiven oder Pigmenten zu einem gewissen Grad erreicht werden können. Im Vergleich zu ABS bietet ASA ähnliche mechanische Eigenschaften wie hohe Festigkeit und Zähigkeit, ist jedoch weniger anfällig für Verfärbungen und Risse durch Sonnenlicht. ASA ist daher gut geeignet für den Einsatz im Außenbereich, wie bei Gehäusen oder Automobilzubehör. Die Verbreitung von ASA ist aufgrund des höheren Preises geringer.

### TPU (Thermoplastisches Polyurethan)
TPU ist ein flexibles, gummiartiges Material, das sich für Anwendungen eignet, die Elastizität erfordern, wie Dichtungen, Schläuche oder Handyhüllen. Es hat eine gute Abriebfestigkeit und ist beständig gegen Öle und Fette. Der Druck mit TPU kann jedoch anspruchsvoll sein, da TPU eine langsame Druckgeschwindigkeit und möglicherweise spezielle Druckeinstellungen erfordert. Aufgrund seiner Beschaffenheit (vergleichbar mit gekochten Spaghetti) ist es für bestimmte Druckertypen nicht geeignet. Davon betroffen sind besonders Maschinen mit einem indirekten Bowden-Extruder, bei denen das Filament durch einen Schlauch geschoben, und nicht wie bei einem direkten Extruder gezogen, wird.

### PA (Polyamid)
PA, oft unspezifisch als Nylon bezeichnet, sind hochwertige technische Werkstoffe, die häufig in der Industrie Anwendung finden. Polyamide haben eine hohe Beständigkeit gegen Chemikalien, Abrieb und Belastungen, was sie für Zahnräder, Lager und andere funktionale Teile geeignet macht. PA benötigt jedoch eine sehr hohe Drucktemperatur (ca. 240–260 °C), eine beheizte Druckplatte und einen beheizten Bauraum. Es ist zudem stark hygroskopisch und nimmt Luftfeuchtigkeit binnen kurzer Zeit auf, was das Drucken aus einer Trockenbox oder einem Filamenttrockner erfordert. Zwar ist das Drucken auch auf Consumer-Geräten möglich, jedoch sind Polyamide aufgrund der Schwierigkeiten beim Druck sowie des hohen Preises des Ausgangsmaterials außerhalb technischer Anwendungen wenig verbreitet.

### PC (Polycarbonat)
PC sind sehr robuste und hitzebeständige Thermoplaste, die sich für technische Anwendungen im 3D-Druck eignen. Polycarbonate bieten hohe Festigkeit, Schlagzähigkeit und Transparenz, was sie perfekt für Maschinenteile und Gehäuse macht. Aufgrund ihrer anspruchsvollen Druckanforderungen (ähnlich wie bei Polyamiden), einschließlich hoher Temperaturen (ca. 270–310 °C), sind sie besonders für den industriellen Einsatz geeignet.

### PVA (Polyvinylalkohol)
PVA ist ein wasserlösliches Material, das häufig als Stützmaterial im 3D-Druck verwendet wird. Besonders in Kombination mit Multi-Material-Druckern ermöglicht PVA das Drucken komplexer Geometrien und Überhänge. Nach dem Druck kann das PVA-Material einfach in Wasser aufgelöst werden, wodurch die Stützstrukturen vollständig und rückstandslos entfernt werden – im Gegensatz zu herkömmlichen Stützstrukturen, die unter Umständen schwierig zu entfernen sind oder zu Beschädigungen an filigranen Druckobjekten führen können. Aufgrund des Schmelzbereichs eignet sich PVA vor allem als Stützmaterial für PLA und PETG. Es ist abseits seiner sehr starken Hygroskopie vergleichsweise einfach zu drucken.

### Füllstoffe und Subtypen
Je nach Füllstoff werden entsprechende Filamente zur Unterscheidung durch ein Suffix oder einen nachgestellten Begriff differenziert. Beispielsweise PLA Silk, PA-GF oder PETG-CF.
Abhängig von der Zusammensetzung führen bestimmte Additive zu einer signifikanten Änderung in den Werkstoffeigenschaften und unter Umständen zu einem höheren Verschleiß im Druckprozess. Insbesondere abrasive Hilfsstoffe wie Pigmente (z. B. Industrieruß oder Titandioxid) bzw. Faserfüllstoffe (z. B. Carbon- oder Glasfasern) führen bei Benutzung zum Aufreiben der Druckdüse. Besonders die Schichthaftung wird durch die Zugabe unterschiedlicher Additive positiv oder negativ beeinflusst; allein die Auswahl der Farbpigmente spielt hier eine entscheidende Rolle.

#### Silk
Silk-Filamente (von engl. silk für Seide) zeichnen sich durch einen speziellen Glanz aus, der durch die Beimischung von thermoplastischen Elastomeren erreicht wird. Diese TPE-Zugabe verleiht dem gedruckten Objekt eine seidige, schimmernde Oberfläche, die es besonders für dekorative Anwendungen geeignet macht, bei denen eine auffällige, glänzende Optik erwünscht ist. Die Schichthaftung wird durch die Zugabe dieser jedoch reduziert, weswegen sich diese Filamente nicht für mechanisch beanspruchte Teile eignen.

#### Matte
Filamente mit einem höheren Anteil an Füllstoffen oder speziell zugesetzten mattierenden Pigmenten erzeugen eine Oberfläche, die weniger Licht reflektiert und dadurch eine matte, nicht glänzende Optik bietet. Diese Eigenschaft ist z. B. im Modellbau gefragt, um den Einsatz von Füllern oder einer Grundierung zu reduzieren.

#### Wood
Wood-Filamente (von engl. wood für Holz) sind mit Holzfasern angereichert, was ihnen eine raue Textur und eine holzähnliche Erscheinung verleiht. Diese Filamente simulieren die Haptik von echtem Holz und sind daher für Projekte geeigne, bei denen eine natürliche, organische Ästhetik gewünscht ist. Aufgrund des Verarbeitungsprozesses und der homogenen Durchmischung während der Produktion ist keine Form von Holzmaserung mehr zu erkennen, allerdings kann eine Veränderung der Drucktemperatur innerhalb des vorgesehenen Arbeitsbereichs Farbabweichungen verursachen. Die gefertigten Objekte sind mechanisch in der Regel erheblich geringer belastbar als bei Verwendung entsprechenden Basismaterials.

#### Glow-in-the-dark
Diese Filamente enthalten spezielle phosphoreszierende Pigmente, die nach Lichteinwirkung im Dunkeln nachleuchten (engl. glow in the dark). Diese Filamente sind besonders nützlich für kreative Projekte, bei denen ein leuchtender Effekt erzielt werden soll, wie beispielsweise bei Nachtlichtern, Dekorationen für dunkle Räume oder Markierungen, die auch im Dunkeln sichtbar bleiben sollen. Sie laden sich durch Umgebungslicht auf und geben es im Dunkeln langsam wieder ab. Viele Leuchtstoffe, die in 3D-Druck-Filamenten eingesetzt werden, z. B. Strontiumaluminat, sind abrasiv.

#### CF und GF
Kohlefaserverstärkte (CF) und glasfaserverstärkte (GF) Filamente verbessern die mechanischen Eigenschaften gedruckter Objekte. Sie enthalten kurze Kohle- oder Glasfasern, die zu höherer Festigkeit und Steifigkeit führen. Die Materialeigenschaften sind jedoch im Vergleich zu anderen faserverstärkten Kunststoffen, insbesondere solchen auf Basis von Lang- oder Endlosfasern mit hohem Orientierungsgrad, deutlich unterlegen und eher mit thermoplastischen Matrixwerkstoffen zu vergleichen. Ein weiterer Grund für die Hinzugabe entsprechender Fasern ist das Maskieren der für den FDM-Druck typischen Schichtlinien. Sowohl Carbon- als auch Glasfasern sind abrasiv. CF-Filamente sind nicht mit ESD-Filamenten zu verwechseln.

#### ESD
Diese Filamente werden meist mit Ruß oder Graphit als Zusatz hergestelt, um elektrostatische Entladungen zu verhindern beziehungweise ungefährlich abzuleiten. Als Basismaterial werden verschiedenste technische Thermoplaste eingesetzt.

#### Metall und Keramik
Diese Filamente enthalten ein Metall- oder Keramikpulver, welches ihnen besondere Eigenschaften verleiht. Während metallgefüllte Filamente für Endkonsumenten vorrangig dekoraktiven Zwecken dienen, können diese auch spezifischen, funktionalen Zwecken dienen.
Wolfram kann z. B. aufgrund seiner Dichte genutzt werden, um den Absorptionsquerschnitt bei Anwendungen zum Strahlenschutz zu verändern.
In der Industrie werden Filamente mit hohen Füllstoffanteil (60 bis 80 %) weiterverarbeitet, um solide Metall- bzw. Keramikteile herzustellen. Dabei wird der als Bindemittel und Träger dienende Kunststoff nach dem Drucken in einem weiteren Verarbeitungsprozess entbindert und die zurückbleibenden Partikel zu einem festen Objekt gesintert bzw. gebrannt. Als metallische Komponenten werden beispielsweise Stähle oder Kupfer-Legierungen verwendet, als technische, keramische Werkstoffe dienen beispielsweise Zirconiumsilicat, Siliciumcarbid oder Siliciumnitrid.
Um diese Filamente ohne starken Verschleiß zu verarbeiten, werden z. B. Düsen aus gehärteten Stählen, mit Einsätzen aus synthetischem Rubin oder mit Wolfram(IV)-sulfid-Beschichtung genutzt.